# Friedrich Robert Faehlmann

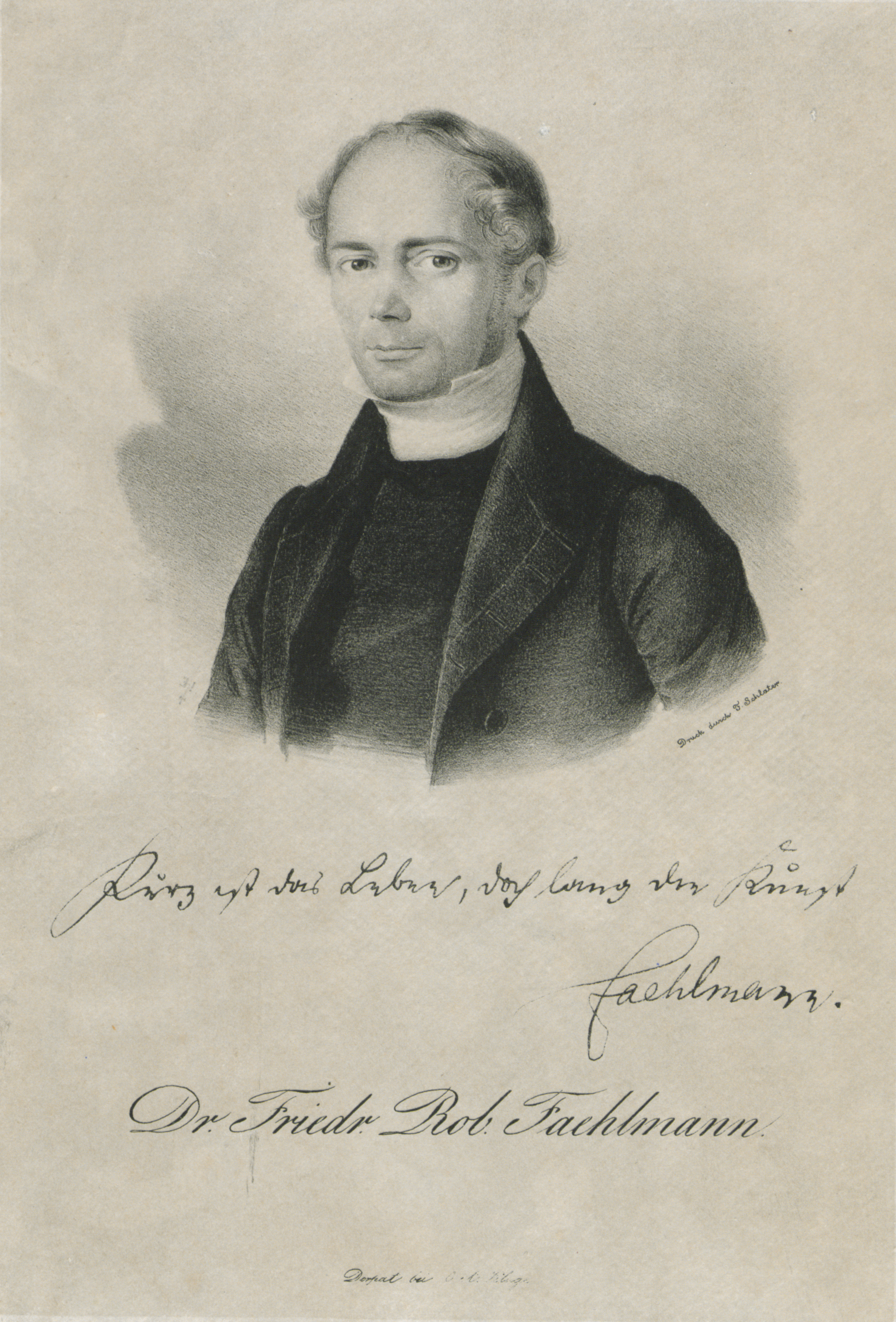
Eduard Hau: Bildnis von Friedrich Robert Faehlmann (1838)

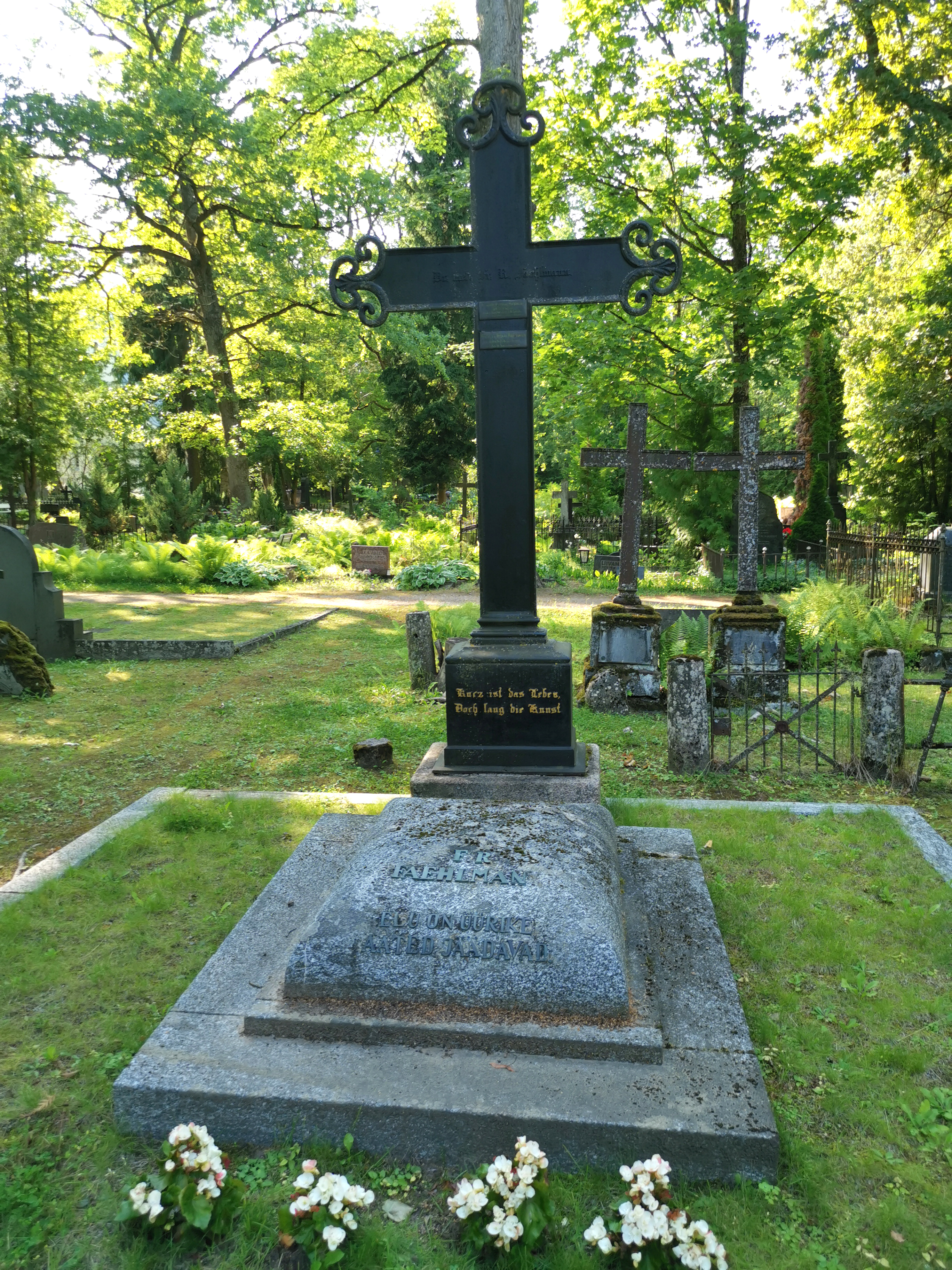
Grab auf dem Friedhof Tartu (Raadi kalmistu)

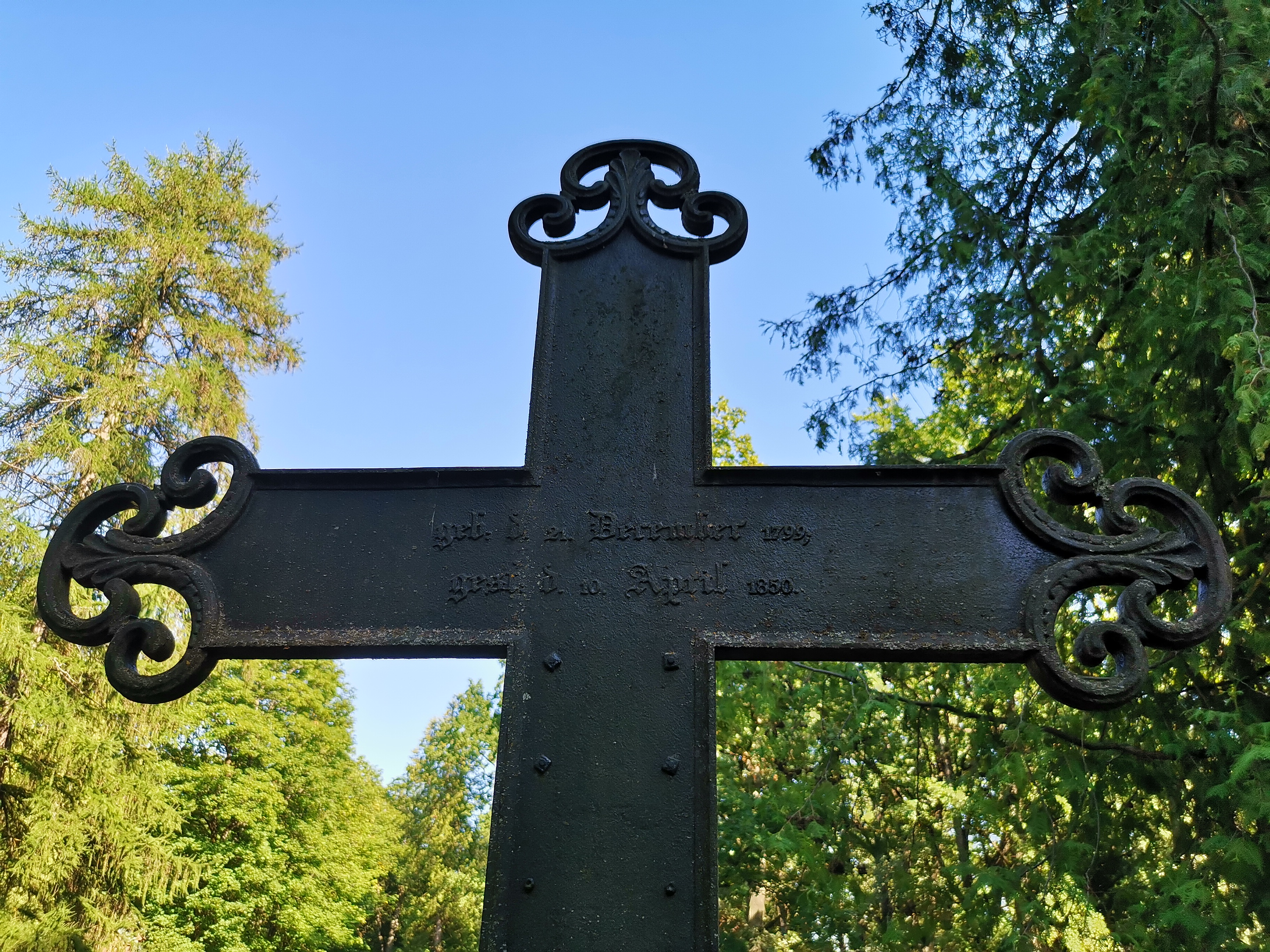
Inschrift auf dem Grabkreuz

Friedrich Robert Faehlmann (* 20. Dezemberjul. / 31. Dezember 1798greg. auf dem Landgut Hageweid (estnisch: Ao), Gemeinde St. Marien-Magdalenen (Jerwen), Gouvernement Estland; † 10. Apriljul. / 22. April 1850greg. in Dorpat, Gouvernement Livland) war ein estnischer Philologe, Arzt und Schriftsteller. Außerdem war er Mitbegründer der 1838 errichteten Gelehrten Estnischen Gesellschaft.

## Leben
Faehlmann wuchs als Sohn eines estnischen Gutsverwalters auf. Er ging von 1810 bis 1814 in Rakvere und anschließend von 1814 bis 1817 in Dorpat zur Schule. Durch die Förderung des Gutsherrn von Payküll-Hackeweid konnte er von 1818 bis 1827 an der Kaiserlichen Universität Dorpat Medizin studieren. 1827 erlangte er die Doktorwürde mit einer Dissertation über Herzentzündungen Observationes inflammationum occultiorum. Faehlmann praktizierte bereits seit 1824 als Armen-Arzt in Tartu und erlangte später in allen Bevölkerungsschichten großes Ansehen als Mediziner. Sein eigentliches Interesse galt aber der Philologie. der er sich zudem ganz widmen konnte, nachdem er 1842 überraschend zum Lektor der estnischen Sprache an der Universität Dorpat gewählt worden war. Trotzdem befasste er sich nicht ausschließlich mit Sprache und Literatur, denn neben seiner Stellung als Universitätslektor blieb er als Arzt tätig. So war er beispielsweise maßgeblich an der Bekämpfung verschiedener Ruhrepidemien beteiligt. Zusätzlich hielt er von 1843 bis 1845 Vorlesungen in der medizinischen Fakultät. Und schließlich war er von 1843 bis 1850 Präsident der von ihm mitbegründeten Gelehrten Estnischen Gesellschaft.

## Werk
Faehlmanns Hauptverdienst besteht in der Sammlung und Veröffentlichung estnischen Sagenmaterials. Nicht zu vernachlässigen sind jedoch auch seine sprachwissenschaftlichen und seine medizinischen Arbeiten.

### Faehlmanns Mythen
Im Allgemeinen spricht man in der estnischen Literaturgeschichte von acht Faehlmannschen Mythen, die jedoch zu seinen Lebzeiten niemals als solche in einem Band vereint waren. Sie sind nicht einmal alle zu Faehlmanns Lebzeiten erschienen und wurden erst von den nachfolgenden Generation zu einer Einheit zusammengebracht.

Im Einzelnen handelt es sich um die folgenden Texte:

1840 publizierte Faehlmann in Band 1 der Verhandlungen der Gelehrten Estnischen Gesellschaft (wo die meisten seiner Texte erschienen) einen Zyklus Ehstnische Sagen, der drei Sagen umfasste: Das Entstehen des Embachs (d. h. des durch Tartu fließenden Flusses), Wannemunne's Sang und Das Kochen der Sprachen. Sie beruhen teilweise auf tatsächlich im Volksmund zirkulierenden Sagen, die Faehlmann auf Estnisch gehört hatte. Ihre Publizierung erfolgte auf Deutsch, weil das die damals üblichen Sprache für wissenschaftliche Abhandlungen im Lande war. 1844 kam im dritten Heft der Verhandlungen die Sage Koit und Ämarik (Morgenrot und Abendrot), die als vierter Mythos gilt und sehr populär geworden ist. Allein auf Deutsch sind hiervon mehr als ein Dutzend Varianten erschienen. Im Gegensatz zu den drei vorgenannten Mythen ist dies nämlich keine Entstehungssage, sondern die romantische Schilderung einer Liebesaffäre zwischen Abendrot und Morgenrot, die sich nur einmal im Jahr in der Johannisnacht treffen.
1848 brachte Band 2 der Verhandlungen einen Vortrag von Faehlmann aus dem Jahre 1847, in dem er die Frage behandelt, wie der heidnische Glaube der alten Esten beschaffen war. Dies ist ein kurzer, sechsseitiger Aufsatz über einige estnische Gottheiten, der als fünfter der Faehlmannschen Mythen gilt. Danach wurden unter dem Titel Die Sage von Wannemuine drei Sagen aus Faehlmanns Nachlass in den Verhandlungen von 1852 publiziert, die von den späteren Forschung in drei Subsagen unterteilt wurden, so dass man auf diese Weise auf die erwähnten acht Mythen kommt.

### Faehlmanns Rolle beim Kalevipoeg
In der älteren Forschung wird manchmal der Eindruck geweckt, Faehlmann sei der ursprüngliche Autor des estnischen Epos Kalevipoeg. Dies ist jedoch nur insofern richtig, als Faehlmann tatsächlich von der Estnischen Gelehrten Gesellschaft den Auftrag zur Zusammenstellung eines Epos bekommen hatte und auch einige Vorarbeiten geleistet hatte. Aber als nach seinem Tod Friedrich Reinhold Kreutzwald mit der Fortsetzung der Arbeit betraut wurde, stellte sich heraus, dass von Faehlmann nur sehr knappe Aufzeichnungen vorhanden waren, keineswegs ein ganzes Epos. Der heute bekannte Kalevipoeg ist eindeutig das Werk von Kreutzwald.
Allerdings hatte Faehlmann einen wichtigen Vortrag über den Sagenstoff gehalten, der 1846 auch in einem in Moskau publizierten Geschichtsbuch abgedruckt wurde. Dieser Vortrag über den Kalevipoeg ist einer der „Urtexte“ für Kreutzwalds späteres Epos. Er wird im Allgemeinen nicht zu den „acht Mythen“ gerechnet, gehört aber inhaltlich eindeutig zu Faehlmanns Sagenœuvre.

### Faehlmanns andere Werke
- Versuch die estnischen Verba in Conjugationen zu ordnen (1842)
- Ueber die Flexion des Wortstammes in der estnischen Sprache (1843)
- Ueber die Declination der estnischen Nomina (1844)
- Nachtrag zur Declinationslehre (1846)
- Bemerkungen über die Wortwurzellehre in der estnischen Sprache (1847)
- Die Ruhrepidemie in Dorpat im Herbst 1846 (1848)
- Ueber estnische Orthographie (1852)

### Bibliographie
Friedrich Robert Faehlmann: Kogutud Teosed (Gesammelte Werke) I-III. Tartu: Eesti Kirjandusmuuseum 1999, 2002, 2011 (der dritte Band in Zusammenarbeit mit dem Underi ja Tuglase Kirjanduskeskus, Tallinn. Alle Bände enthalten die Texte im Original – Deutsch, Estnisch oder Latein – und eine estnische Übersetzung, reichhaltiger Kommentar).